# Saint-Symphorien (Ille-et-Vilaine)
Pour les articles homonymes, voir Saint-Symphorien.
Saint-Symphorien est une commune française située dans le département d'Ille-et-Vilaine, en région Bretagne, peuplée de 613 habitants.

## Géographie

### Communes limitrophes
| Saint-Brieuc-des-Iffs | Tinténiac        | Hédé-Bazouges |
| La Chapelle-Chaussée  | Saint-Symphorien |               |
| Saint-Gondran         | Langouet         | Vignoc        |

### Hydrographie
Pour un article plus général, voir Réseau hydrographique d'Ille-et-Vilaine.
La commune est située dans le bassin Loire-Bretagne. Elle est drainée par le ruisseau de la Tronsonnière,.

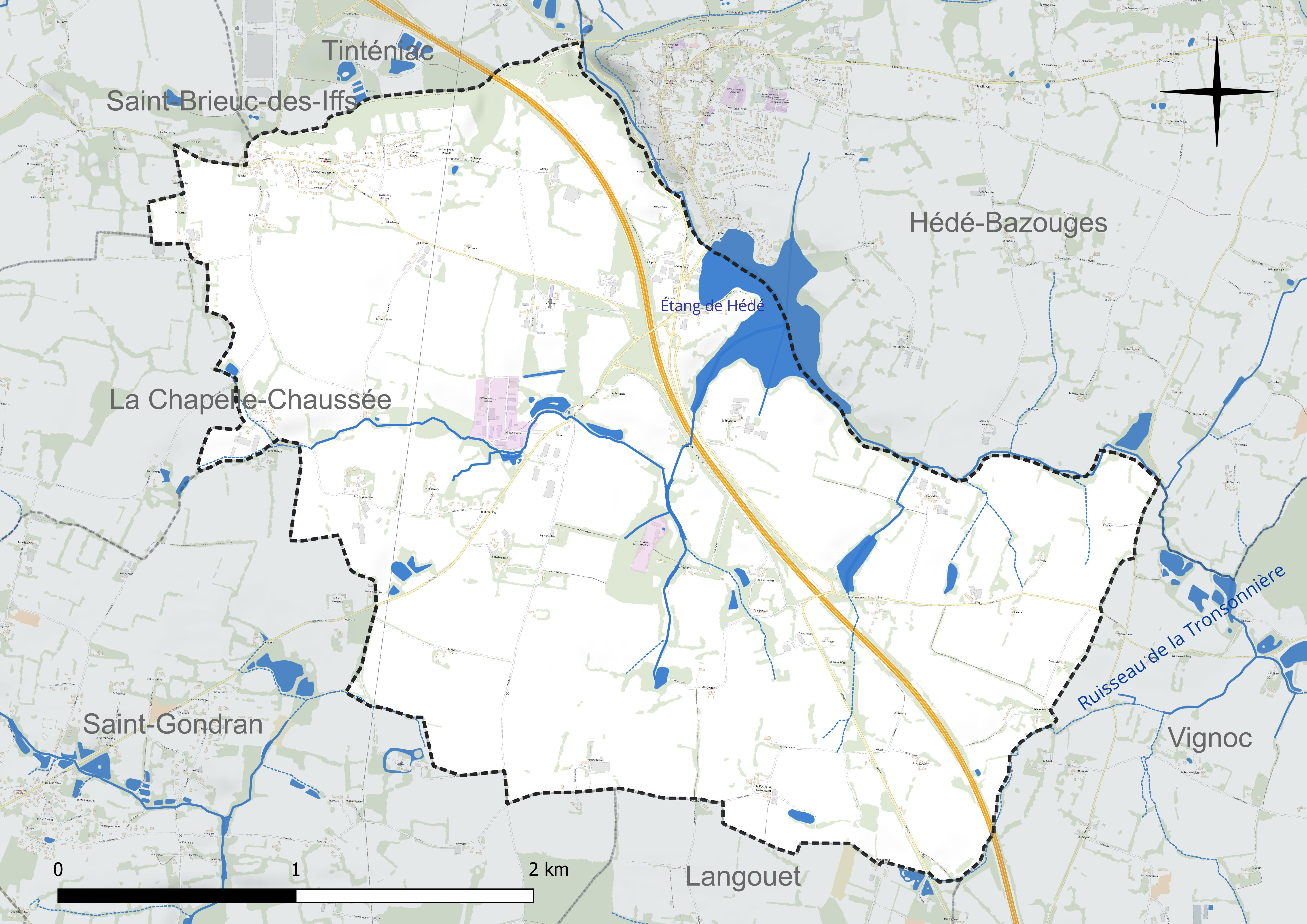
Réseau hydrographique de Saint-Symphorien.

Un plan d'eau complète le réseau hydrographique : l'étang de Hédé, d'une superficie totale de 22,8 ha (12,48 ha sur la commune),.

## Urbanisme

### Typologie
Au 1er janvier 2024, Saint-Symphorien est catégorisée commune rurale à habitat dispersé, selon la nouvelle grille communale de densité à sept niveaux définie par l'Insee en 2022.
Elle est située hors unité urbaine. Par ailleurs la commune fait partie de l'aire d'attraction de Rennes, dont elle est une commune de la couronne,. Cette aire, qui regroupe 183 communes, est catégorisée dans les aires de 700 000 habitants ou plus (hors Paris),.

### Occupation des sols
L'occupation des sols de la commune, telle qu'elle ressort de la base de données européenne d'occupation biophysique des sols Corine Land Cover (CLC), est marquée par l'importance des territoires agricoles (92,3 % en 2018), une proportion sensiblement équivalente à celle de 1990 (92,4 %). La répartition détaillée en 2018 est la suivante : 
terres arables (43,3 %), zones agricoles hétérogènes (33,7 %), prairies (15,3 %), zones industrielles ou commerciales et réseaux de communication (3,5 %), eaux continentales (2,2 %), zones urbanisées (2 %). L'évolution de l'occupation des sols de la commune et de ses infrastructures peut être observée sur les différentes représentations cartographiques du territoire : la carte de Cassini (XVIIIe siècle), la carte d'état-major (1820-1866) et les cartes ou photos aériennes de l'IGN pour la période actuelle (1950 à aujourd'hui).

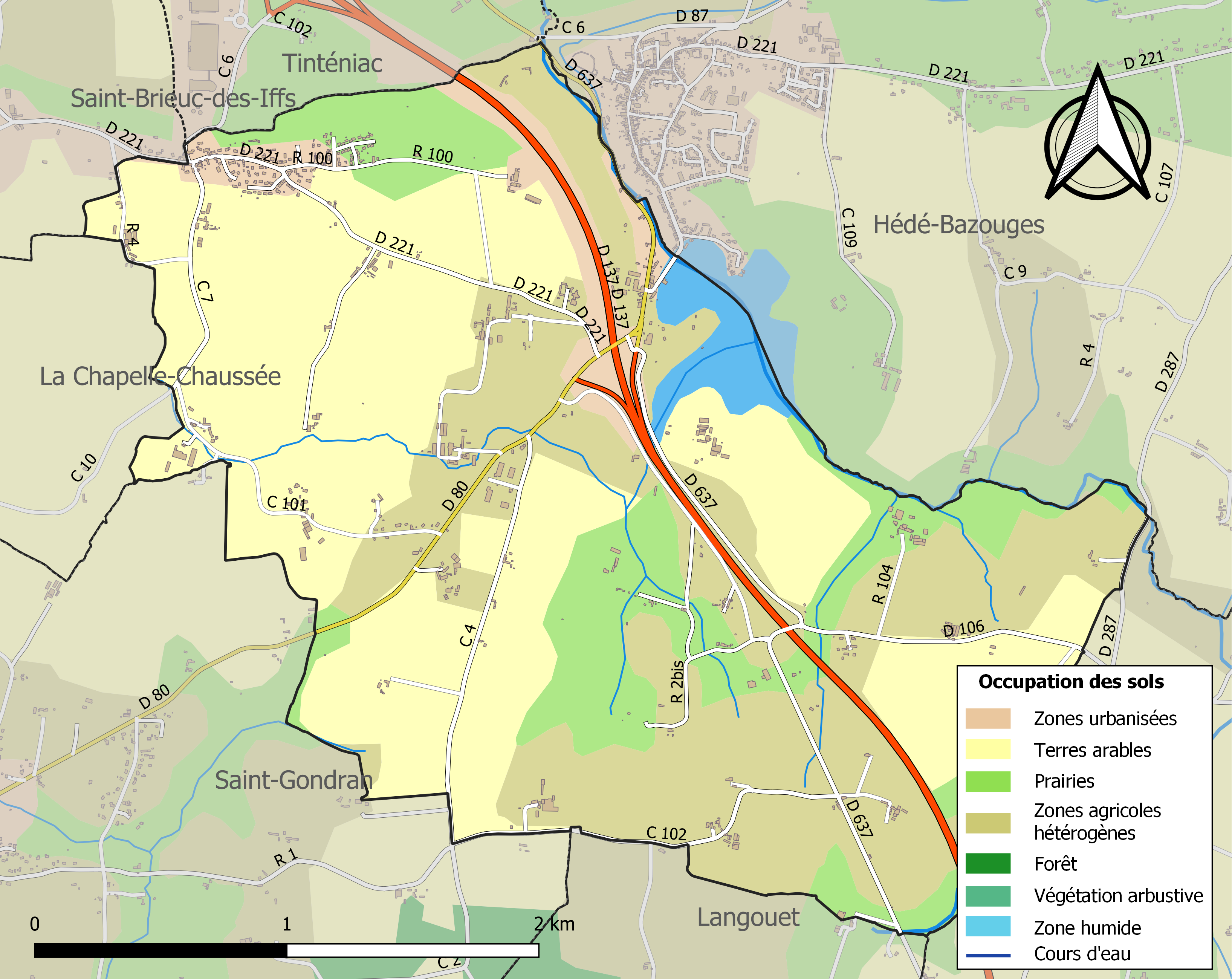
Carte des infrastructures et de l'occupation des sols de la commune en 2018 (CLC).

## Toponymie
Le nom de la localité est attesté sous les formes Ecclesia Sancti Simphoriani en 1158, prioratus Sancti Simphoriani en 1307.
Son nom vient d'un petit oratoire dédié à saint Symphorien, martyr d'Autun au IIe siècle[réf. nécessaire].

## Histoire
Après avoir été rattachée par fusion-association (avec aussi l'ancienne commune de Bazouges-sous-Hédé) à l'ancienne commune de Hédé en 1973, elle a été rétablie en commune de plein exercice le 1er janvier 2008,.
Les anciennes communes associées de Hédé et Bazouges-sous-Hédé, qui se sont temporairement séparées également en 2008 avec la dissolution de leur association, ont fusionné à nouveau le 1er janvier 2011 dans la nouvelle commune de Hédé-Bazouges, sans toutefois reprendre leur ancien statut d'association de 1973–2007.
La séparation de Saint-Symphorien de Hédé en janvier 2008 lui a permis de sortir de la communauté de communes du Pays de la Bretagne romantique (dont faisait partie l'ancienne commune-association de Hédé depuis décembre 1995 et dont fait encore partie depuis janvier 2011 la nouvelle commune fusionnée de Hédé-Bazouges) au nord-ouest du Pays de Rennes (mais hors de celui-ci, en fait dans le Pays de Saint-Malo), pour rejoindre le 1er janvier 2009 la communauté de communes du Val d'Ille-Aubigné dans la partie nord du Pays de Rennes.

## Politique et administration

### Liste des maires
| Période                                  | Période     | Identité         | Étiquette | Qualité                      |
| ---------------------------------------- | ----------- | ---------------- | --------- | ---------------------------- |
| décembre 1919                            | ?           | Thébault         |           |                              |
|                                          |             |                  |           |                              |
| 2008                                     | 27 mai 2020 | Bernard Lebreton | DVG       | Conducteur receveur retraité |
| 27 mai 2020                              | En cours    | Yves Desmidt     |           |                              |
| Les données manquantes sont à compléter. |             |                  |           |                              |

La nouvelle mairie de Saint-Symphorien.
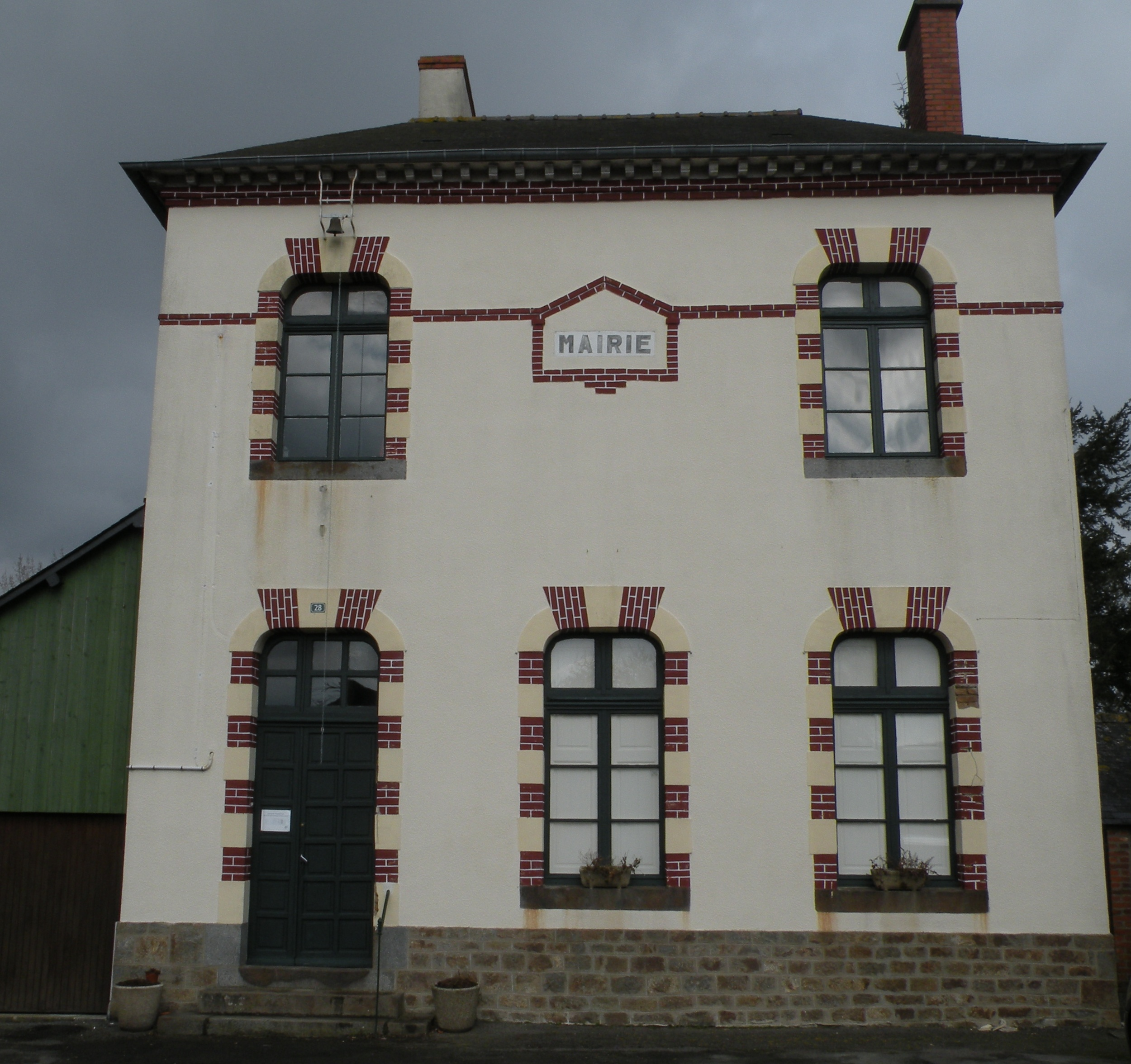
L'ancienne mairie.

### Jumelages
Avec les dix-huit autres communes de la communauté de communes du Val d'Ille-Aubigné, Saint-Symphorien est jumelé avec :
- Chedzoy (Royaume-Uni) depuis 2003
- Middlezoy (Royaume-Uni) depuis 2003
- Westonzoyland (Royaume-Uni) depuis 2003

## Démographie
L'évolution du nombre d'habitants est connue à travers les recensements de la population effectués dans la commune depuis 1793. Pour les communes de moins de 10 000 habitants, une enquête de recensement portant sur toute la population est réalisée tous les cinq ans, les populations de référence des années intermédiaires étant quant à elles estimées par interpolation ou extrapolation. Pour la commune, le premier recensement exhaustif entrant dans le cadre du nouveau dispositif a été réalisé en 2007.
En 2022, la commune comptait 613 habitants, en évolution de −1,29 % par rapport à 2016 (Ille-et-Vilaine : +5,46 %, France hors Mayotte : +2,11 %).
| 1793 | 1800 | 1806 | 1821 | 1831 | 1836 | 1841 | 1846 | 1851 |
| ---- | ---- | ---- | ---- | ---- | ---- | ---- | ---- | ---- |
| 572  | 540  | 583  | 584  | 563  | 588  | 545  | 562  | 590  |

| 1856 | 1861 | 1866 | 1872 | 1876 | 1881 | 1886 | 1891 | 1896 |
| ---- | ---- | ---- | ---- | ---- | ---- | ---- | ---- | ---- |
| 598  | 608  | 594  | 583  | 588  | 573  | 589  | 621  | 563  |

| 1901 | 1906 | 1911 | 1921 | 1926 | 1931 | 1936 | 1946 | 1954 |
| ---- | ---- | ---- | ---- | ---- | ---- | ---- | ---- | ---- |
| 552  | 501  | 477  | 418  | 409  | 421  | 385  | 351  | 326  |

| 1962 | 1968 | 2006 | 2007 | 2012 | 2017 | 2022 | - | - |
| ---- | ---- | ---- | ---- | ---- | ---- | ---- | - | - |
| 351  | 349  | 506  | 518  | 606  | 603  | 613  | - | - |

## Lieux et monuments
- La fontaine de l'Écuellée.